# 人民文学奖
人民文学奖是由人民文学出版社主谡的文学奖，以刊載於《人民文學》雜誌上或由人民文學出版社出版的作品為主要評選對象。
2003年被冠名为“茅台杯人民文学奖”。

## 获奖者

### 1986年
魏巍《东方》、莫应丰《将军吟》、李国文《冬天里的春天》、古华《芙蓉镇》、张洁《沉重的翅膀》、刘心武《钟鼓楼》、柯云路《新星》、秦兆阳《大地》、王蒙《青春万岁》、苏叔阳《故土》、焦祖尧《跋涉者》、巴人《莽秀才造反记》、李纳《刺绣者的花》

### 1994年
《当代》1994年第6期
炎黄杯“人民文学奖”获奖书目
人民文学出版社和广东炎黄文化研究会联合举办的炎黄杯“人民文学奖”（1986——1994年长篇小说、长篇纪实文学），经过评奖委员会听取各方面意见并反复讨论，于十月十三日以无记名投票方式评出。现将获奖书目公布如下（均按发表、出版时间为序）：
陈祖德《超越自我》
周而复《长城万里图》
柯云路《夜与昼》
王蒙《活动变人形》
张炜《古船》
王火《战争和人》
刘白羽《第二个太阳》
魏巍《地球的红飘带》
宗璞《南渡记》
钱石昌、欧伟雄《商界》
俞天白《大上海沉没》
邓贤《大国之魂》
麦天枢、王先明《昨天——中英鸦片战争纪实》
陈忠实《白鹿原》
炎黄杯“人民文学奖”特别奖
（一位作家有两部作品入选正奖，经评委投票，以其中一部为特别奖）
邓贤《中国知青梦》
王蒙《失态的季节》
炎黄杯“人民文学奖”提名奖
王伯阳《苦海》
陆天明《桑那高地的太阳》
孙学明、邵兰生、杨志军《喜马拉雅之谜》
雷铎《子民们》
王川《白发狂夫》
竹林《女巫》
浩然《活泉》
周大新《有梦不觉夜长》
王安忆《纪实和虚构》
吴民民《世纪末的挽钟》
以下为原维基资料，当有所缺失，中篇小说应不在评选范围。
评奖范围为1986-1994年九年间以人民文学出版社名义出版的长篇小说（含长篇纪实文学）。
- 长篇小说：张炜《古船》、王蒙《活动变人形》、宗璞《南渡记》、刘白羽《第二个太阳》、魏巍《地球的红飘带》、王火《战争和人》三部曲、陈忠实《白鹿原》、王安忆《纪实与虚构》
- 长篇历史报告文学：麦天枢、王先明《昨天——中英鸦片战争纪实》
- 纪实文学：邓贤《大国之魂》和《中国知青梦》
- 中篇小说：邓一光《大妈》、郑兢业《孤坟》

### 2001年
评选范围1995-2000年。
- 长篇小说：阿来《尘埃落定》、邓一光《我是太阳》、周大新《第二十幕》、方方《乌泥湖年谱》、王蒙“季节”系列(《恋爱的季节》、 《失态的季节》、《踌躇的季节》、 《狂欢的季节》) 、周梅森“中国制造”三部曲、王小鹰《丹青引》、柳健伟时代三部曲之一、之二(《北方城郭》、《突出重围》)、李佩甫《城市白皮书》、海诚《新西游记》、张宇《疼痛与抚摸》 、徐贵祥《历史的天空》 、赵德发中国农民三部曲之一、之二(《缱绻与决绝》、《君子梦》)

- 纪实文学：邓贤《流浪金三角》、郝在今《协商建国》、陈桂棣《淮河的警告》

- 诗歌：海子《海子的诗》 、食指《食指的诗》

- 散文：张承志《中华散文珍藏本张承志卷》 、吴冠中《画外画吴冠中卷》

### 2003年
- 优秀中篇小说奖：熊正良《我们卑微的灵魂》、荆永鸣《北京候鸟》、池莉《有了快感你就喊》
- 优秀短篇小说奖：郑微《大老郑的女人》、戴来《茄子》
- 优秀散文奖：周晓枫《你的身体是个仙境》、黄集伟《借一张嘴、说美丽脏话》
- 优秀诗歌奖：李元胜《景象》、桑克《时光登记簿》、大解《神秘的事物》

### 2004年
- 优秀中篇小说奖：映川《不能掉头》、晓航《师兄的透镜》、陈应松《马嘶岭血案》
- 优秀短篇小说奖：莫言《月光斩》、张楚《长发》、须一瓜《毛毛雨飘在没有记忆的地方》
- 优秀散文奖：于坚《火炉上的湖泊》、格致《减法》
- 优秀诗歌奖：雷抒雁组诗《明明灭灭的灯》、张执浩的组诗《覆盖》

### 2005年
- 优秀中篇小说奖：葛水平《喊山》、杨少衡《林老板的枪》、孙春平《怕羞的木头》
- 优秀短篇小说奖：石舒清《果院》、刘庆邦《鸽子》
- 优秀散文奖：周国平《未经省察的人生没有价值》、冯唐《浩浩荡荡的北京》
- 优秀诗歌奖：雷平阳《秋风辞》、刘川《这样或那样》
- 特别优秀奖：杜卫东、张建术、赵剑平的报告文学《国酒当歌》

### 2006年
- 优秀中篇小说奖：罗伟章《奸细》、张翎《空巢》、陈希我《上邪》
- 优秀短篇小说奖：郭文斌《吉祥如意》
- 优秀散文奖：夏榆《黑暗中的阅读与默诵》、舒婷《老房子的前世今生》、陈染《我究竟在这艘人世之船上浮想什么》
- 优秀诗歌奖：傅天琳《六片落叶》、汤养宗《在汉诗中国》

### 2007年
- 优秀长篇小说奖：麦家《风声》
- 优秀中篇小说奖：鲁敏《思无邪》、田耳《一个人张灯结彩》
- 优秀短篇小说奖：阿来《短篇三篇》、陈忠实《李十三推磨》
- 优秀散文奖：汗漫《一枚钉子在宁夏路上奔跑》、江少宾《地母征婚》
- 优秀诗歌奖：古马《古马的诗》、白垩《青藏诗章》

### 2008年
- 优秀长篇小说奖：毕飞宇《推拿》
- 优秀中篇小说奖：叶舟《羊群入城》、马秋芬《朱大琴，请与本台联系》、计文君《天河》
- 优秀短篇小说奖：姚鄂梅《秘密通道》
- 优秀散文奖：塞壬《转身》、张悦然《月圆之夜及其他》
- 优秀诗歌奖：阿门《中年心迹》、商泽军《奥运中国》
- 特别奖：赵剑平的报告文学《巴拿马诱惑》

### 2009年
- 庆祝中华人民共和国成立六十周年特选作品：王树增《解放战争》、徐坤《通天河》
- 长篇小说：刘震云《一句顶一万句》
- 中篇小说：袁劲梅《罗坎村》、东紫《春茶》
- 短篇小说：铁凝《伊琳娜的礼帽》、张炜《东莱五记》
- 散文：王小妮《二00八上课记》、蒋方舟《审判童年》
- 诗歌：牛汉《诗七首》、刘希全《南宋庄》

### 2010年
- 长篇小说：杨争光《少年张冲六章》、迟子建《白雪乌鸦》
- 中篇小说：韩少功《赶马的老三》、陈谦《望断南飞雁》
- 短篇小说：张玉清《地下室里的猫》、黄惊涛《花与舌头》
- 非虚构：梁鸿《梁庄》、萧相风《词典：南方工业生活》
- 散文：贾平凹《一块土地》、马伯庸《风雨(洛神赋)》
- 诗歌：刘立云《生如夏花》、沈浩波《蝴蝶》
- 特别行动奖：慕容雪村《中国少了一味药》

### 2011年
- 长篇小说：方方《武昌城》、海飞《向延安》
- 中篇小说：姚鄂梅《你们》、王十月《寻根团》
- 短篇小说：李浩《爷爷的“债务”》、蒋峰《遗腹子》
- 非虚构小说：乔叶《盖楼记》《拆楼记》
- 非虚构：李娟《羊道》系列（春牧场、夏牧场(一) 、夏牧场(二)）
- 散文：骆以军《梦游街》、塞壬《托养所手记》
- 诗歌：周云蓬《不会说话的爱情》、路也《心脏内科》

### 2012年
- 迎接十八大特选作品：何建明长篇报告文学《国家》、徐坤话剧剧本《金融街》
- 长篇小说奖：李佩甫《生命册》、鲁敏《六人晚餐》
- 中篇小说奖：陈谦《繁枝》、晓航《蝉生》、余一鸣《愤怒的小鸟》
- 非虚构奖：于坚《印度记》、王手《温州小店生意经》
- 散文奖：蒋蓝《在繁体字的迷宫中》
- 诗歌奖：轩辕轼轲《赠李白》、羽微微《秋色微凉》

### 2013年
- 非虚构獎：阿来的《瞻对：两百年康巴传奇》
- 长篇小说优秀奖：乔叶《认罪书》
- 中篇小说优秀奖：陈河《猹》、肖江虹《蛊镇》
- 短篇小说优秀奖：毕飞宇《大雨如注》、贾平凹的《倒河流》
- 散文奖：贺捷生《父亲的雪山，母亲的草地》、周晓枫《齿痕》
- 诗歌奖：刘年《虚构》、荣荣《声声慢》
- 翻译奖：魏友敦（Jim Weldon）

### 2014年
- 优秀长篇小说奖：刘醒龙《蟠虺》、严歌苓《妈阁是座城》
- 优秀中篇奖：邵丽《第四十圈》、畀愚《新记》
- 优秀短篇奖：朱文颖《凝视玛丽娜》、向祚铁《幸运儿和他的朋友》
- 优秀散文奖：汗漫《妇科病区，或一种艺术》、帕蒂古丽《被语言争夺的舌头》
- 诗歌奖：吉狄马加《我，雪豹》、马新朝《中原诗志》
- 特别奖：李瑛《抒怀六章》
- 翻译奖：约书亚·戴尔、埃莉诺·古德曼

### 2015年
- 优秀长篇小说奖：周大新《曲终人在》、孙慧芬《后上塘书》
- 优秀中篇小说奖：荆永鸣《较量》、刘建东《阅读与欣赏》
- 优秀短篇小说奖：金仁顺《金枝》、叶广芩《鬼子坟》
- 优秀散文奖：何士光《日子是一种了却》
- 优秀非虚构奖：白描《翡翠纪》
- 优秀诗歌奖：李琦《伶仃之美》、颜梅玖《守口如瓶》
- 抗日战争暨世界反法西斯战争胜利70周年特别奖：何建明《南京大屠杀》、黄国荣《极地天使》
- 翻译奖：韩斌（Nicky Harman）、程异（Jeremy Tiang）、伊萨贝尔·毕蓉（Isabelle Bijon）

### 2018年
- 优秀长篇小说奖：笛安《景恒街》、李凤群《大野》
- 优秀中篇小说奖：季宇《最后的电波》、林森《海里岸上》
- 优秀短篇小说奖：裘山山《曹德万出门去找爱情》、薛舒《相遇》
- 优秀散文奖：鱼禾《界限》、汪民安《绘画中的手》
- 优秀非虚构奖：欧阳黔森《报得三春晖》、李彦《何处不青山》
- 优秀诗歌奖：臧棣《我欠你一个伟大的哑巴入门》、张远伦《我有菜青虫般的一生》
- 特殊文体奖：蒋一谈《蒋一谈的童话》
- 改革开放四十周年特别贡献奖：徐怀中、王蒙、蒋子龙、刘心武
- 海外影响力奖：麦家
- 翻译奖：维马丁（Martin Winter）、陶丽萍（Poppy Toland）

### 2025年
- 长篇致敬奖：柳青佚《在旷野里》
- 长篇小说奖：刘醒龙《听漏》
- 中篇小说奖：蔡崇达《命运慢跑团》、陈集益《出燕郊》
- 短篇小说奖：林那北《春江水很暖》、沈念《寤生》
- 散文奖：姜明《八千年的凝视》、吴志良《遇见》
- 诗歌奖：陈人杰《喜马拉雅》、薄暮《冶铁者》
- 非虚构作品奖：丁晓平《寻找蒋宗英》
- 特殊文体奖：尹迪、吴岩、陈跃红的剧本《云身》
- 获新人奖：李琸与陈小手
- 翻译贡献奖：莉亚娜
- 特别奖：梁平
- 传播贡献奖：董宇辉[2]